# Bao Long (Chine)
Pour les articles homonymes, voir Bao Long.
Bao Long fut un guerrier sous Zhao Fan dans le comté de Guiyang. Il fut un homme brave qui tua deux tigres simplement à l’aide d’un arc et de quelques flèches. Il proposa un plan de fausse capitulation afin d’attraper Zhao Yun lorsque les troupes de Zhao Fan lui livreront bataille. Cependant Zhao Yun devina la tricherie et exécuta Bao Long.